# Högstubbe

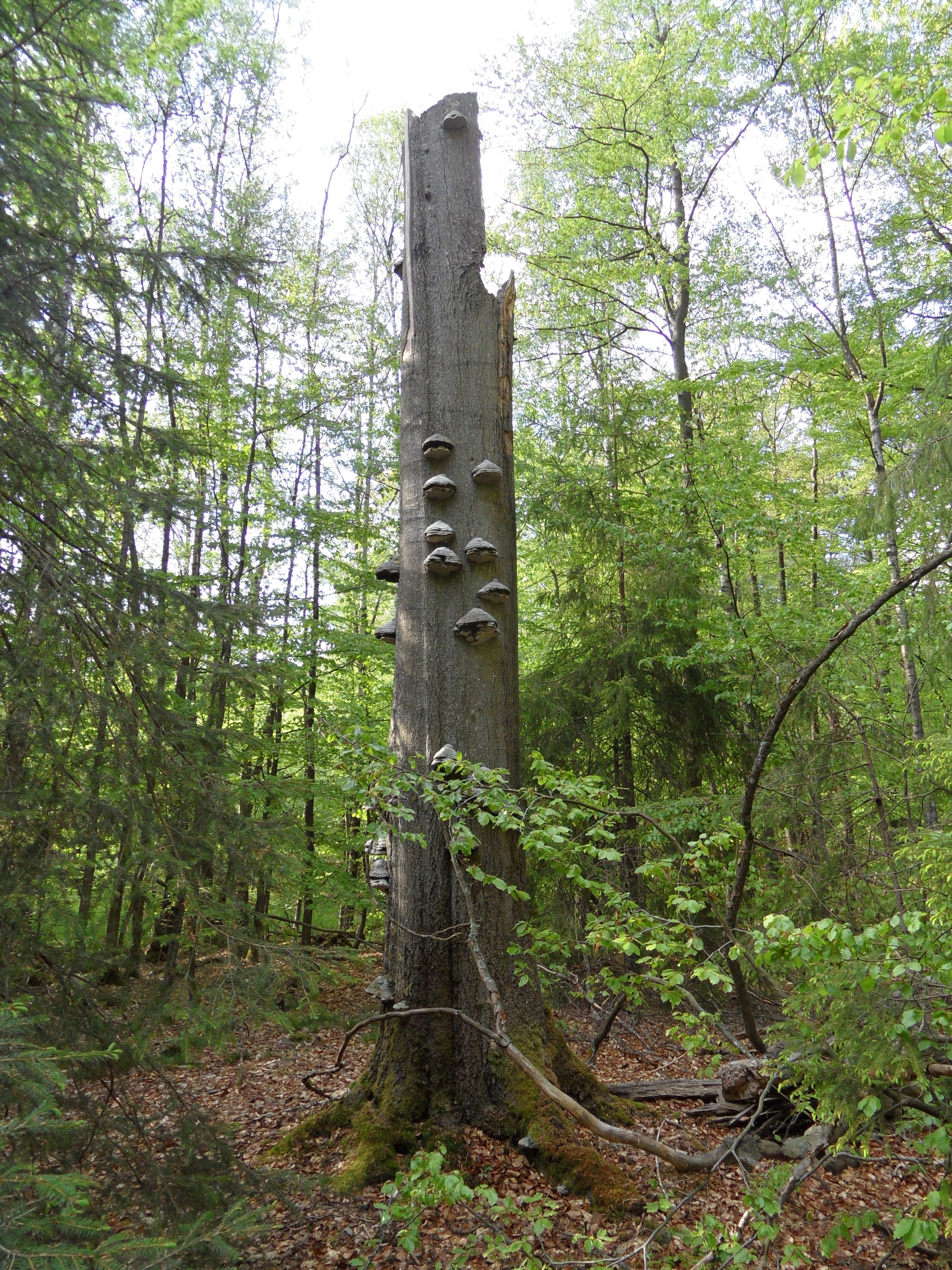
Högstubbe

Högstubbe är ett på rot stående träd där kronan brutits eller sågats av. Ibland används begreppet specifikt för höga stubbar som tillskapats som naturhänsyn vid avverkning. Högstubbar är viktiga för den biologiska mångfalden; till exempel har många studier visat att de är viktiga för skalbaggar.
I svenskt skogsbruk brukar man vid avverkning avsiktligt lämna naturligt uppkomna högstubbar och skapa högstubbar genom att kapa träd 3–4 meter över marknivån.